# Rudolf Krčil
Rudolf Krčil (5 de març de 1906 - 3 d'abril de 1981) fou un futbolista txecoslovac. Va formar part de l'equip txecoslovac a la Copa del Món de 1934.